# (4864) Nimoy
(4864) Nimoy ist ein Asteroid des inneren Hauptgürtels. Er wurde am 2. September 1988 von dem belgischen Astronomen Henri Debehogne am La-Silla-Observatorium der Europäischen Südsternwarte in Chile (IAU-Code 809) entdeckt. Sichtungen des Asteroiden hatte es vorher schon mehrere gegeben: am 18. September 1957 unter der vorläufigen Bezeichnung 1957 SA am Goethe-Link-Observatorium in Indiana, am 22. Mai 1968 (1968 KD), 11. November 1969 (1969 VD1) und 20. Juni 1976 (1976 MG) am Krim-Observatorium in Nautschnyj sowie am 24. Dezember 1985 (1985 XZ1) am Palomar-Observatorium in Kalifornien.
Der mittlere Durchmesser von (4864) Nimoy beträgt nach Berechnung fast 12 Kilometer, die Albedo von 0,054 (±0,009) lässt auf eine dunkle Oberfläche schließen.
Mittlere Sonnenentfernung (große Halbachse), Exzentrizität und Neigung der Bahnebene des Asteroiden liegen innerhalb der jeweiligen Grenzwerte, die für die Nysa-Gruppe definiert sind, einer nach (44) Nysa benannten Gruppe von Asteroiden (auch Hertha-Familie genannt, nach (135) Hertha).
(4864) Nimoy wurde am 2. Juni 2015 nach dem US-amerikanischen Schauspieler, Filmregisseur und Autor Leonard Nimoy benannt, wenige Monate nach dessen Tod. Nimoy wurde vor allem durch seine Darstellung des Offiziers Spock in der Serie Raumschiff Enterprise bekannt. Der Asteroid des äußeren Hauptgürtels (2309) Mr. Spock hingegen war 1985 nach einer Katze benannt worden, die nach Spock benannt worden war.